# アビ・モーガン
アビ・モーガンはイギリス人の脚本家・劇作家。主な作品は、『マーガレット・サッチャー 鉄の女の涙』、『SHAME -シェイム-』など。

## 来歴
ウェールズ州・カーディフ生まれ。母親は女優のパット・イングランド、父親は劇場監督のガレス・モーガン。10代のときに両親が離婚。離婚後、母親はイギリス各地の劇場に出演して生計を立てており、仕事が見つかる度に引越しをしていたので、アビは6回も転校をした。女優の姉がいる。夫は俳優のジェイコブ・クリチェフスキ。２人の間には子供が2人おり、ロンドン郊外で暮らしている。
モーガンは最初は女優を目指していたが、エクセター大学で脚本や文学を読むうちに作家を志すようになり、大学卒業後、セントラル・スクール・オブ・スピーチ・アンド・ドラマの大学院課程にて脚本・劇作を学んだ。2013年、『The Hour』で第65回エミー賞 ミニシリーズ/テレビムービー部門の脚本賞を受賞している。

## 主な作品

### 映画
- Brick Lane (2007) – 脚本
- マーガレット・サッチャー 鉄の女の涙 The Iron Lady (2011) - 脚本
- SHAME -シェイム- Shame (2011) - 脚本
- エレン・ターナン 〜ディケンズに愛された女〜 The Invisible Woman (2013) - 脚本
- 未来を花束にして Suffragette (2015) - 脚本
- ブリジット・ジョーンズの日記 サイテー最高な私の今 Bridget Jones: Mad About the Boy (2025) - 脚本

### テレビドラマ
- My Fragile Heart (2000) - 脚本
- Murder (2002) - 脚本
- セックス・トラフィック Sex Traffic (2004) - 脚本
- TSUNAMI 津波 Tsunami: The Aftermath (2006) - 製作総指揮・脚本
- White Girl (2008) - 脚本
- Royal Wedding (2010) - 脚本
- THE HOUR 裏切りのニュース The Hour (2011) - 製作総指揮・脚本
- 愛の記憶はさえずりとともに Birdsong (2012) - 脚本

### 舞台
- Skinned (1998)
- Sleeping Around (1998) - Mark Ravenhill, Stephen Greenhorn, Hilary Fanninとの共同執筆
- Fast Food (1999)
- Splendour (2000)
- Tiny Dynamite (2001)
- Tender (2001)
- Monster Mum (2005)
- Fugee (2008)
- Chain Play - Production II - Neil LaBute, Mike Poulton, Tanya Ronderとの共同執筆
- The Night is Darkest Before the Dawn (2009) - 『The Great Game: Afghanistan』の1作品
- Lovesong (2011)
- 27 (2011)
- The Mistress Contract (2014)